# Krigen i Bosnien-Hercegovina
 Der er for få eller ingen kildehenvisninger i denne artikel, hvilket er et problem. Du kan hjælpe ved at angive troværdige kilder til de påstande, som fremføres i artiklen.

 Denne artikel bør gennemlæses af en person med fagkendskab for at sikre den faglige korrekthed.

Krigen i Bosnien-Hercegovina (også kaldet Krigen i Bosnien) var en international væbnet konflikt, der foregik mellem april 1992 og december 1995. Krigen var en del af Krigene i Jugoslavien og havde adskillige deltagere. Den Internationale Domstol fastslog senere, at konflikten var mellem Bosnien, Jugoslavien (senere Serbien og Montenegro) og Kroatien.

## Borgerkrigen i ex-Jugoslavien 1991-1995 ifølge UNPROFOR
Krigene i Jugoslavien udbrød i 1991, da Slovenien og Kroatien erklærede sig uafhængige af det serbisk dominerede Jugoslavien. Den jugoslaviske hær blev sat ind i Slovenien og i Kroatien, hvilket ledte til væbnet konflikt i disse lande. 
Kroatien lavede som optakt en folkeafstemning, der gav flertal for en løsrivelse, med undtagelse af Krajina-området, der lå i den sydlige del af delstaten Kroatien, men husede omkring 90 % serbere af befolkning, der ønskede at blive i sammenslutningen i Jugoslavien. Ved løsrivelsen gjorde Krajina-serberne derfor oprør og besatte Krajina-området. Efterfølgende spredte borgerkrigen sig til resten af Jugoslavien.
En stor del af den kroatiske befolkning i Krajina-området blev fordrevet under denne opstand. I 1992 blev FN-styrker indsat til at varetage freden i en stor del af Krajina-området, med undtagelse af de såkaldte Pink Zones, hvor der stadig var kampe.
I 1993 lavede den kroatiske hær et prøveangreb mod Krajina-området og efterfølgende i 1995 kom det egentlige angreb, der havde som mål at erobre Krajina, hvilket blev gennemført. I den forbindelse blev en meget stor del af serberne fordrevet fra Krajina. Krigen sluttede principielt dette år, som følge den kroatiske erobring af Krajina, men fortsatte som optøjer i blandt andet Kosovo, hvortil Krajina-serberne blev sendt.